# Бан (Румунія)
Бан (рум. Ban) — село у повіті Селаж в Румунії. Входить до складу комуни Бенішор.
Село розташоване на відстані 390 км на північний захід від Бухареста, 21 км на південний захід від Залеу, 69 км на північний захід від Клуж-Напоки.

## Населення
За даними перепису населення 2002 року у селі проживали 548 осіб, усі — румуни. Усі жителі села рідною мовою назвали румунську.